# Sang i arena (pel·lícula de 1922)
Sang i arena o Sang i sorra (anglès: Blood and Sand) és una pel·lícula muda estatunidenca dirigida per Fred Niblo i estrenada el 1922. Els intertítols han estat traduïts al català. Produida per Paramount Pictures, i protagonitzada per Rudolph Valentino, Lila Lee, i Nita Naldi. Basada en la novel·la  Sangre y arena de Vicente Blasco Ibáñez. Hi ha una adaptació anterior de la novel·la, rodada en 1916 pel mateix Blasco Ibáñez, amb l'ajuda de Max André. Aquesta versió va ser restaurada el 1998 per la Filmoteca de la Generalitat Valenciana.

## Argument
Juan és el fill d'una pobra vídua sevillana i, malgrat això, aconseguirà arribar a ser un gran torero, reconegut a tot el país. En la seva ascendent carrera coneixerà i es casarà amb Carmen, una dona honrada, bella i casta. Però tota la seva sort es truncarà amb l'aparició de la filla del Marquès de Guevara, Doña Sol, que serà capaç de fer canviar les seves conviccions i arrossegar-lo a una passió desenfrenada que posarà en perill la seva reputació.

## Repartiment
- Rudolph Valentino: Juan Gallardo
- Lila Lee: Carmen
- Nita Naldi: Doña Sol
- Rosa Rosanova: Angustias
- Leo White: Antonio
- Rosita Marstini: Encarnacion
- Charles Belcher: Don Joselito
- Fred Becker: Don José
- George Field: El Nacional
- Jack Winn: Potaje
- Harry Lamont: Puntillero
- Gilbert Clayton: Garabato
- Walter Long: Plumitas

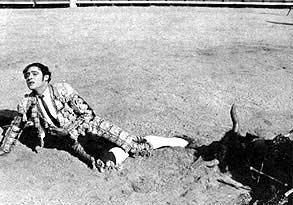
Rudolph Valentino

- George Periolat: Marquès de Guevera
- Sidney De Gray: Dr. Ruiz
- Dorcas Matthews: Señora Nacional
- W.E. Lawrence: Fuentes

## Producció
Blod and Sand va tenir èxit al box-office. La pel·lícula va ser també la font de l'àlies del llegendari futbolista Johnny "Blood" McNally, que quan va començar a jugar com a professional ho va fer sota un àlies per protegir la seva carrera universitària. Ell i un amic van anar a un teatre on es representava  Sang i Sorra . De cop i volta, McNally li va dir al seu amic, "Ja ho tinc: tu ets Sorra. Jo seré Sang", fent la seva carrera amb el nom de "Johnny Blood". La pel·lícula va ser parodiada per Stan Laurel a Mud and Sand (1922) i per Will Rogers en el curtmetratge Big Moments From Little Pictures (1924) de Hal Roach.